# Calvelhe
Calvelhe is een plaats (freguesia) in de Portugese gemeente Bragança en telt 137 inwoners (2001).